# Вид на Нарден
«Вид на Нарден» (нидерл. Gezicht op Naarden) — картина голландского художника Якоба ван Рёйсдала, написанная в 1647 году. Находится в Музее Тиссена-Борнемисы в Мадриде.

## Описание
Пейзаж был любимым жанром живописи в Голландии XVII века, и Якоб ван Рёйсдал, выросший в семье известных художников, стал одним из лучших мастеров этого жанра.
Хотя композиция этой картины и отличается глубокой продуманностью, она относится к раннему периоду творчества Рёйсдала и в ней проступает влияние Яна ван Гойена, Геркулеса Сегерса и Хендрика Гольциуса. Перспектива выбрана чрезвычайно удачно, этому способствует и более низкая, чем обычно принято, линия горизонта, придающая большее значение небу. Трактовка света и игра светотени напоминают манеру Рембрандта.
Картина находилась в коллекции Ричарда Гровнора, 2-го маркиза Вестминстерского и оставалась во владении семьи Гровноров на протяжении нескольких поколений со второй половины XIX века и до первой четверти XX века. Затем она появилась на художественном рынке в Великобритании, в итоге попала в галерею Маттизен в Берлине, где и была выкуплена в 1928 году или ранее для коллекции Тиссен-Борнемиса.